# Poseștii-Pământeni
Poseștii-Pământeni – wieś w Rumunii, w okręgu Prahova, w gminie Poseștii. W 2011 roku liczyła 220 mieszkańców.